# Eerste divisie (mannenhandbal) 2008/09
De eerste divisie is de op een na hoogste afdeling van het Nederlandse handbal bij de heren op landelijk niveau. In het seizoen 2008/2009 werd Mannak/Hurry Up kampioen na een beslissingswedstrijd tegen Loreal en promoveerde naar de eredivisie. Hiernaast promoveerde Loreal ook door een nacompetitie. V&S en UDSV degradeerden naar de hoofdklasse

## Opzet
- De kampioen promoveert rechtstreeks naar de eredivisie (mits er niet al een hogere ploeg van dezelfde vereniging in de eredivisie speelt).
- De ploegen die als een-na-laatste (dertiende) en laatste (veertiende) eindigen degraderen rechtstreeks naar de hoofdklasse.
- Het seizoen wordt onderverdeeld in vier perioden van respectievelijk 6, 7, 7 en 6 wedstrijden. De ploeg die in een periode de meeste punten behaalt, is periodewinnaar en verkrijgt het recht om deel te nemen aan de zogenaamde nacompetitie. Indien de uiteindelijke kampioen, een ploeg die niet mag promoveren, of een degradant een periode wint, wordt het recht tot deelname aan de nacompetitie overgedragen aan het hoogst geklasseerde team in de eindrangschikking dat nog niet aan de nacompetitie deelneemt. In de nacompetitie spelen deze vier ploegen uit de eerste divisie, samen met de nummers elf en twaalf van de regeliere eredivisie competitie, voor één plek in de eredivisie van volgend seizoen.

Er promoveert dus zeker één ploeg, en mogelijk een tweede ploeg via de nacompetitie. Verder degraderen er twee ploegen.

## Teams
| Ploeg              | Plaats         | Provincie     |
| ------------------ | -------------- | ------------- |
| FIQAS/Aalsmeer 2   | Aalsmeer       | Noord-Holland |
| Eurotech/Bevo HC 2 | Panningen      | Limburg       |
| DSS                | Heemskerk      | Noord-Holland |
| Denkit/Groene Ster | Zevenbergen    | Noord-Brabant |
| Hercules           | Den Haag       | Zuid-Holland  |
| Mannak/Hurry Up    | Zwartemeer     | Drenthe       |
| Internos           | Etten-Leur     | Noord-Brabant |
| Loreal             | Venlo          | Limburg       |
| TB Europe/MHV '81  | Mill           | Noord-Brabant |
| Schuytgraaf/Swift  | Arnhem         | Gelderland    |
| UDSV               | Utrecht        | Utrecht       |
| V&S                | Groningen      | Groningen     |
| Kras/Volendam 2    | Volendam       | Noord-Holland |
| White Demons       | Berkel-Enschot | Noord-Brabant |

## Reguliere competitie

### Stand
| Pos | Club               | Wed | W  | G | V  | Ptn | DV  | DT  | +/−  | Opmerking                                                       |
| --- | ------------------ | --- | -- | - | -- | --- | --- | --- | ---- | --------------------------------------------------------------- |
| 1   | Loreal             | 26  | 22 | 1 | 3  | 45  | 796 | 610 | +186 | (Vervangende) periodekampioen; gekwalificeerd voor nacompetitie |
| 2   | Mannak/Hurry Up    | 26  | 20 | 2 | 4  | 45  | 896 | 731 | +165 | Rechtstreekse promotie naar eredivisie                          |
| 3   | Schuytgraaf/Swift  | 26  | 20 | 2 | 4  | 42  | 764 | 665 | +99  | (Vervangende) periodekampioen; gekwalificeerd voor nacompetitie |
| 4   | FIQAS/Aalsmeer 2   | 26  | 18 | 1 | 7  | 37  | 822 | 721 | +101 |                                                                 |
| 5   | Denkit/Groene Ster | 26  | 14 | 2 | 10 | 30  | 791 | 791 | +47  | (Vervangende) periodekampioen; gekwalificeerd voor nacompetitie |
| 6   | TB Europe/MHV '81  | 26  | 14 | 2 | 10 | 30  | 731 | 691 | +40  | (Vervangende) periodekampioen; gekwalificeerd voor nacompetitie |
| 7   | White Demons       | 26  | 11 | 3 | 12 | 25  | 708 | 709 | −1   |                                                                 |
| 8   | Eurotech/Bevo HC 2 | 26  | 10 | 4 | 12 | 24  | 683 | 678 | +5   |                                                                 |
| 9   | Internos           | 26  | 9  | 4 | 13 | 22  | 771 | 818 | −47  |                                                                 |
| 10  | DSS                | 26  | 8  | 4 | 14 | 20  | 736 | 765 | −59  |                                                                 |
| 11  | Hercules           | 26  | 8  | 2 | 16 | 18  | 687 | 751 | −64  |                                                                 |
| 12  | Kras/Volendam 2    | 26  | 8  | 1 | 17 | 13  | 689 | 773 | −84  |                                                                 |
| 13  | V&S                | 26  | 4  | 1 | 21 | 9   | 687 | 820 | −133 | Degradatie naar hoofdklasse                                     |
| 14  | UDSV               | 26  | 0  | 0 | 26 | 0   | 670 | 925 | −255 | Degradatie naar hoofdklasse                                     |

### Beslissingswedstrijd voor kampioenschap en directe promotie
In de competitie eindigden Mannak/Hurry Up en Loreal allebei op 45 punten uit 26 duels en daarom moest er een beslissingsduel aan te pas komen om te belissen wie kampioen werd en van de eerste divisie en derhalve te promoveren naar de eredivisie. De wedstrijd werd gespeeld op neutraal terrein in Arnhem.
| 15 april 2009 | Mannak/Hurry Up | 32-30 | Loreal | Sporthal Eldersveld |
| 15 april 2009 |                 |       |        | Sporthal Eldersveld |
| 15 april 2009 |                 |       |        | Sporthal Eldersveld |

## Nacompetitie
Loreal weet als eerste te eindigen en gaat door na de volgende ronde. Door de verplichte degradatie van Limburg Wild Dogs naar de eerste divisie, speelt Loreal een extra competitie tegen eredivisionisten HARO Rotterdam en Venus/Nieuwegein voor twee plekken in de eredivisie. Uiteindelijk weten HARO Rotterdam en Loreal een plek te bemachtigen in de eredivisie door boven Venus/Nieuwegein te eindigen.